# Cis-3-Hexènal
Le cis-3-hexènal, ou (Z)-3-hexènal, est un composé organique de formule CH3CH2CH=CHCH2CHO. Il est classé comme un aldéhyde insaturé. C'est un liquide incolore et possède une odeur intense d'herbe et de feuilles fraîchement coupées,.

## Histoire
Le cis-3-hexènal a été découvert en 1962.

## Occurrence
Le cis-3-hexènal est l'un des principaux composés volatils des tomates mûres. C'est aussi une phéromone chez de nombreuses espèces d'insectes. La biosynthèse de ce composé est présentée ci-dessous :

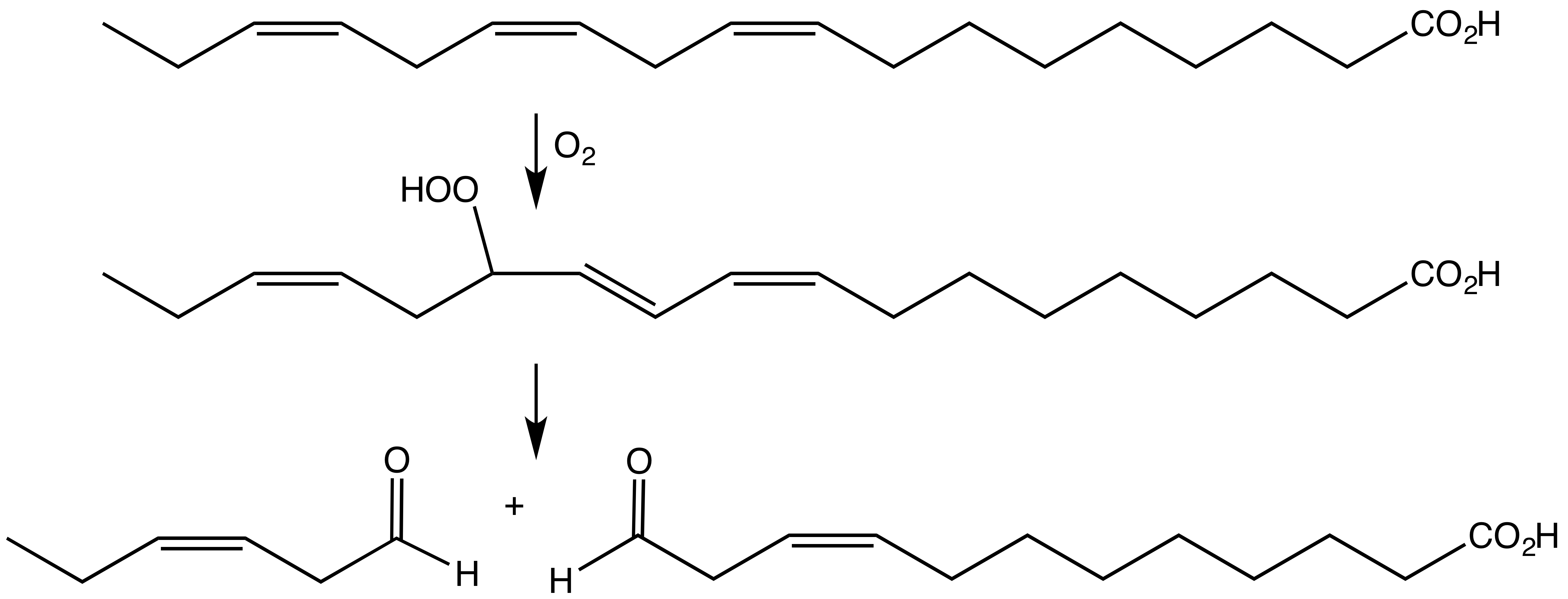
Biosynthèse du cis-3-hexènal à partir de l'acide linolénique via l'hydroperoxyde par action d'une lipoxygénase suivie d'une hydroperoxyde lyase.